# 奉安堂

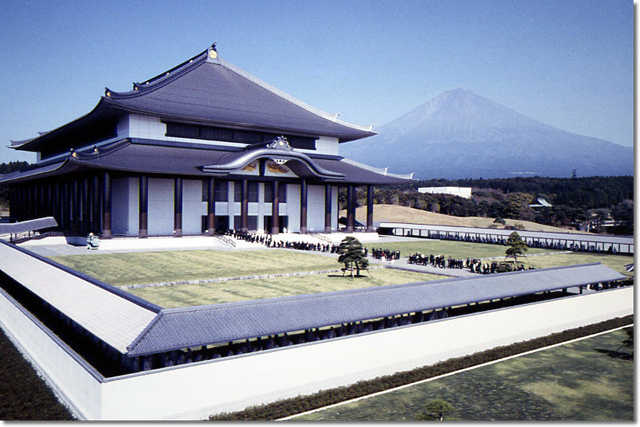
奉安堂 撮影:2002年10月

奉安堂（ほうあんどう）は、静岡県富士宮市にある日蓮正宗総本山大石寺にある堂宇で、御影堂よりさらに北側に建設された本門戒壇之大御本尊を秘蔵する大殿堂である。

## 歴史と経緯
この建物は、宗旨建立750年を記念して本門戒壇之大御本尊を安置するために建てられた。
大石寺第67世日顕の代、2000年4月に着工し、2002年10月に完成し落慶法要が行われた。
この場所には、かつては創価学会の寄進（御供養）により建設された正本堂（1972年完成）が建っていたが、創価学会が破門（1991年）されたことを契機として、同会員が日蓮正宗の信徒資格を喪失（1997年）した翌年の1998年に、本門戒壇之大御本尊を奉安殿に遷座した上で正本堂を解体し、跡地に建設した建物である。

## 概要

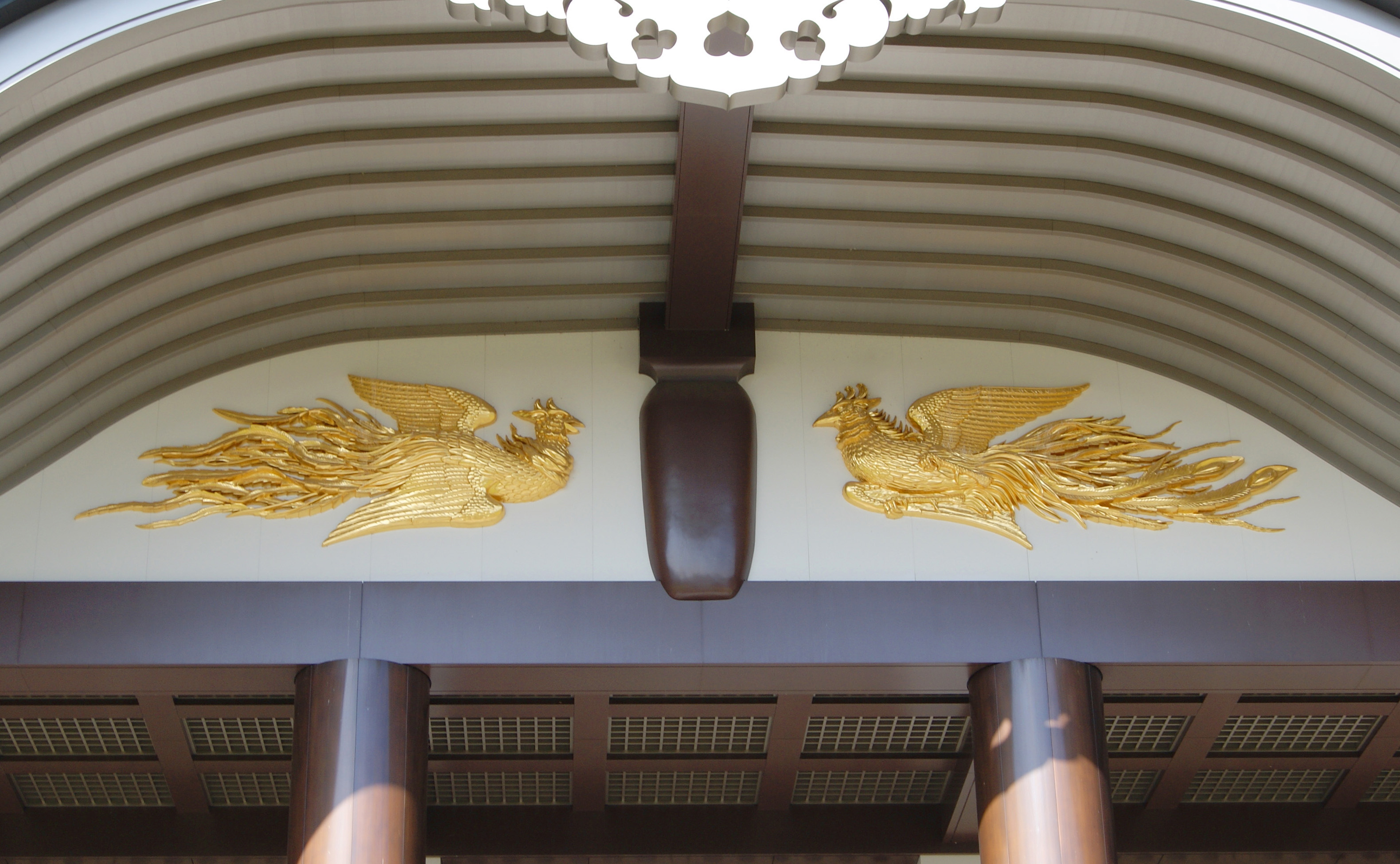
鳳凰（正面入口上方）

建築面積12988m2、高さ55mと、奈良東大寺大仏殿がすっぽり入る大宗教建築で、内部は法主が着席する大導師席をはじめ、信徒席5004席（椅子席）と畳約240畳分の僧侶席が設けられている。

建物は手前側に広開門があり、門をくぐると照心庭が眼前に広がる。晴天時は照心庭を縦断する正面の通路より入場するが、雨天時は左右の回廊で風雨を凌げるように工夫がなされている。中に入ると円信閣と名づけられた前室があり、ここを通って堂内に入る。安置し奉るところの戒壇大御本尊はあくまでも秘仏ゆえに、信徒以外の入場は許されず、堂内はあくまでも「蔵」である。「蔵」であるがゆえに無駄な装飾もなく、本尊に水や樒（しきみ）が供えられることもなく、信徒は「特別に蔵の中に入って間近に御本尊を拝む」という形式であるゆえに、ここにおける礼拝の儀式は「内拝」（ないはい）というのが正式である。(広宣流布までの仮の本門戒壇堂という位置付けであり、一天四海広宣流布の暁には事相の戒壇堂が建立され、その時に大御本尊は一般公開される)

建物南東側には調整池と駐車場があり、駐車場の北側には日本庭園がある。

## 須弥壇
須弥壇（しゅみだん）には厨子がおかれ、内部に本門戒壇之大御本尊を安置している。
須弥壇は二重の自動式の扉があり、本尊を守るために大手銀行の金庫室と同等の防災設備が整っている。
須弥はサンスクリットのシュメール（Sumeru）の音訳である。仏教の世界観では、世界（Sumeru)の中心に須弥山という高い山が聳えているとする。そこから、須弥壇は世界の中心という意味になる。
なお、本門戒壇之大御本尊の向かって右側には、日蓮の影像（「最初仏」）を収めた宮殿型宝塔が、向かって左側には、日蓮の舎利灰骨を収めた舎利塔が安置されている。

## 内拝
内拝（ないはい）とは、本門戒壇之大御本尊を内々に拝すること。日蓮正宗では、「御開扉」（ごかいひ）と称している。本門戒壇之大御本尊は、一般に向けて公開されているものではなく、広宣流布の暁まで厳重に守り秘蔵するものである。現在、日蓮正宗の信徒以外の者がこの建物の中に入って本門戒壇之大御本尊を内拝することはできない。内拝は、あくまでも法主の特別の許可によって行われるものと教義上は位置づけられており、信徒も内拝するには内拝券の交付が必要である。

## 御宝蔵
御宝蔵（ごほうぞう）は、大石寺の客殿の北側に位置する、同寺の宝物を所蔵する蔵である。1955年（昭和30年）11月に創価学会会長戸田城聖の寄進による奉安殿ができるまで本門戒壇の大御本尊が秘蔵されていた。本門戒壇之大御本尊は、御宝蔵から奉安殿へ、そして正本堂へ移され、1991年の創価学会の日蓮正宗からの破門と1998年の正本堂の解体により、一時期、改築された奉安殿へ移されてから、現在の奉安堂に安置された。
1958（昭和33）年3月の大講堂落成法要終了後に行われた記念登山会の折、本門戒壇之大御本尊が特別に奉安殿から大講堂に遷座され、登山会終了後に再び奉安殿に遷座された。

## ギャラリー

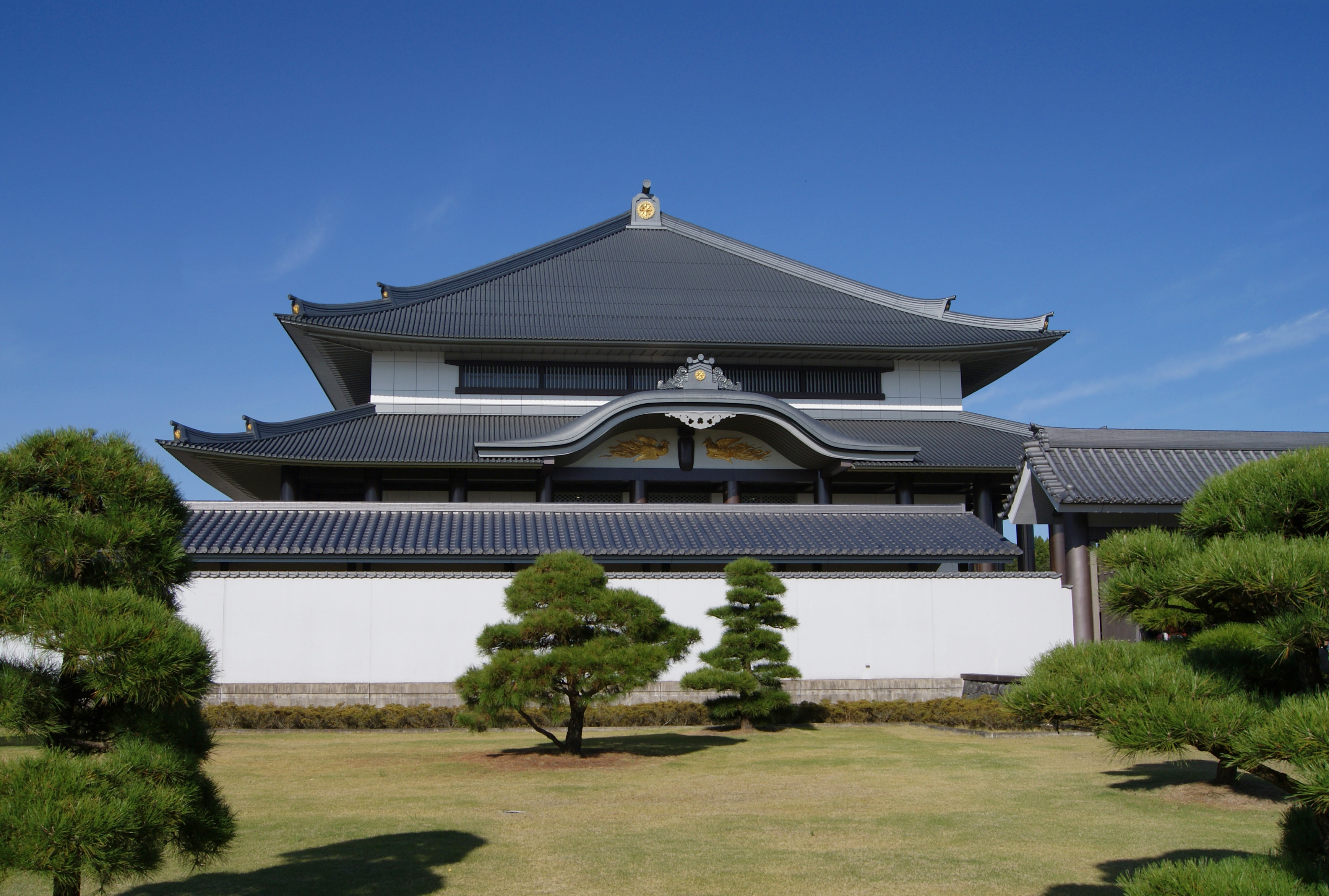
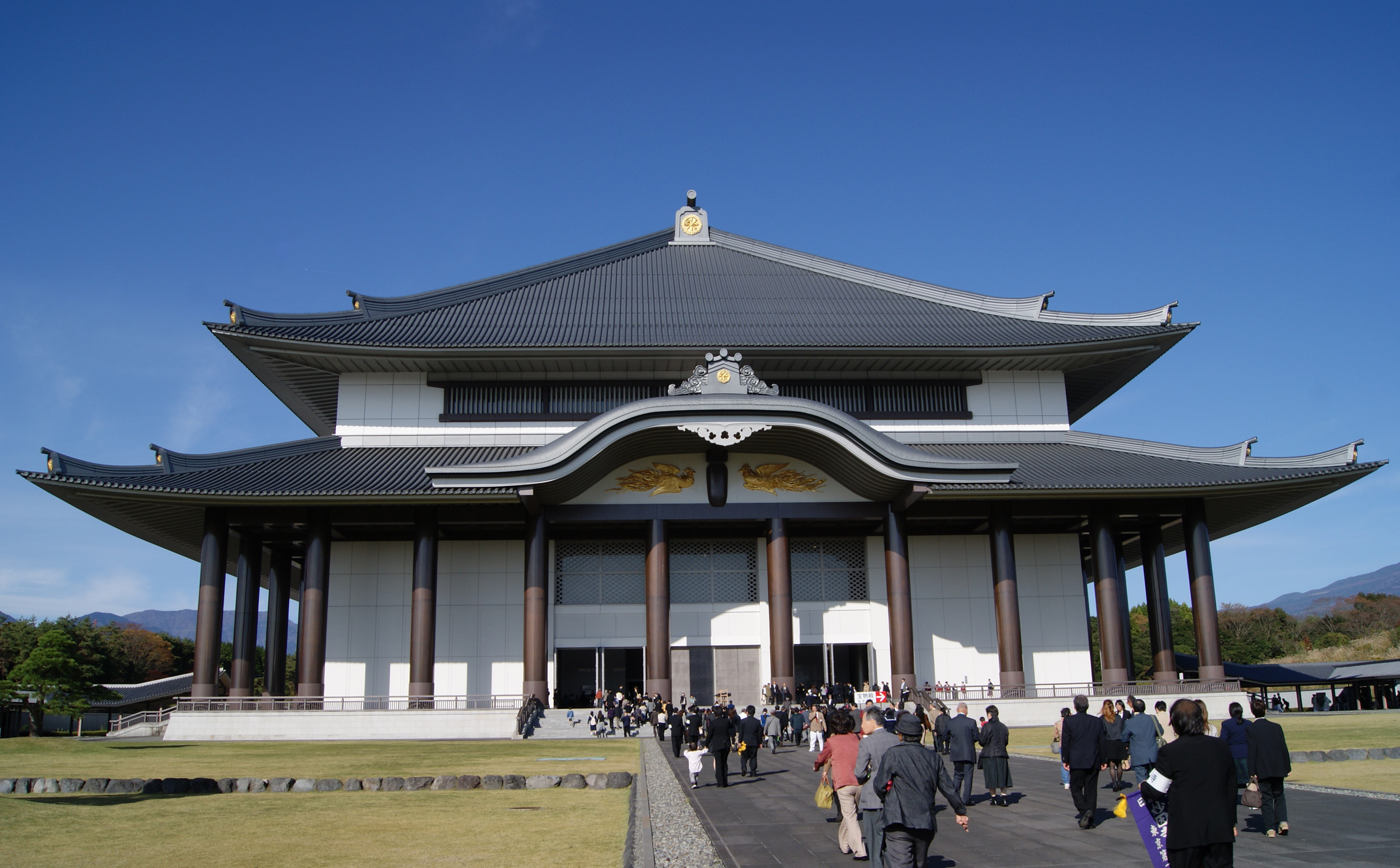